# Bundesregierung Vranitzky V
Die österreichische Bundesregierung Vranitzky V wurde nach der Nationalratswahl vom 17. Dezember 1995 gebildet. Sie folgte dem Vorgängerkabinett Vranitzky IV, von dem sie sich personell nur wenig unterschied.
Das Kabinett Vranitzky V wurde von Bundespräsident Thomas Klestil am 12. März 1996 ernannt. Zuvor hatte es im von ihm mit der Fortführung der Geschäfte betrauten Kabinett Vranitzky IV, was bis dahin unüblich gewesen war, Änderungen gegeben.
Am 1. Mai 1996 wurden die Kompetenzen einzelner Ministerien geändert: Die beiden Bundesministerien für Umwelt sowie für Jugend und Familie (beide unter Martin Bartenstein) wurden zu einem Ressort namens Umwelt, Jugend und Familie zusammengelegt. Die Ministerien für Wissenschaft, Forschung und Kunst sowie für öffentliche Wirtschaft und Verkehr (beide unter Scholten) wurden zum Ressort Wissenschaft, Verkehr und Kunst vereinigt. Die Agenden für öffentliche Wirtschaft (früher verstaatlichte Unternehmungen genannt) wurden dem Wirtschaftsministerium übertragen, das Wirtschaftsressort am 16. Juni 1996 nach dem Rücktritt von Johannes Ditz neu besetzt.
Das Kabinett amtierte bis zum 20. Jänner 1997, als Franz Vranitzky nach mehr als zehn Jahren Kanzlerschaft zurücktrat. Es war dann bis 28. Jänner 1997 vom Bundespräsidenten mit der Fortführung der Geschäfte betraut.
| Amt                                                                                       | Foto | Name                                | Partei | Partei    | Staatssekretär         | Partei |
| ----------------------------------------------------------------------------------------- | ---- | ----------------------------------- | ------ | --------- | ---------------------- | ------ |
| Bundeskanzler                                                                             |      | Franz Vranitzky                     |        | SPÖ       | Karl Schlögl           | SPÖ    |
| Vizekanzler und Auswärtige Angelegenheiten                                                |      | Wolfgang Schüssel                   |        | ÖVP       | Benita Ferrero-Waldner | ÖVP    |
| Inneres                                                                                   |      | Caspar Einem                        |        | SPÖ       |                        |        |
| Justiz                                                                                    |      | Nikolaus Michalek                   |        | Parteilos |                        |        |
| Finanzen                                                                                  |      | Viktor Klima                        |        | SPÖ       | Wolfgang Ruttenstorfer | SPÖ    |
| Wirtschaftliche Angelegenheiten                                                           |      | Johannes Ditz bis 16. Juni 1996     |        | ÖVP       |                        |        |
| Wirtschaftliche Angelegenheiten                                                           |      | Johann Farnleitner ab 16. Juni 1996 |        | ÖVP       |                        |        |
| Arbeit und Soziales                                                                       |      | Franz Hums                          |        | SPÖ       |                        |        |
| Land- und Forstwirtschaft                                                                 |      | Wilhelm Molterer                    |        | ÖVP       |                        |        |
| Landesverteidigung                                                                        |      | Werner Fasslabend                   |        | ÖVP       |                        |        |
| Öffentliche Wirtschaft und Verkehr bis 30. April 1996, dann aufgelöst                     |      | Rudolf Scholten                     |        | SPÖ       |                        |        |
| Forschung und Kunst Wissenschaft bis 30. April 1996 Wissenschaft, Verkehr und Kunst       |      | Rudolf Scholten                     |        | SPÖ       |                        |        |
| Unterricht und kulturelle Angelegenheiten                                                 |      | Elisabeth Gehrer                    |        | ÖVP       |                        |        |
| Jugend und Familie bis 30. April 1996, dann mit Umwelt vereint                            |      | Martin Bartenstein                  |        | ÖVP       |                        |        |
| Umwelt bis 30. April 1996, dann mit Jugend und Familie vereint Umwelt, Jugend und Familie |      | Martin Bartenstein                  |        | ÖVP       |                        |        |
| Frauenangelegenheiten                                                                     |      | Helga Konrad                        |        | SPÖ       |                        |        |
| Gesundheit und Konsumentenschutz                                                          |      | Christa Krammer                     |        | SPÖ       |                        |        |